# Stigmatophora palmata
Stigmatophora palmata là một loài bướm đêm thuộc phân họ Arctiinae, họ Erebidae. Chúng thường được tìm thấy ở Tây Bắc Himalaya và Assam.